# Karl Habsburg-Lothringen

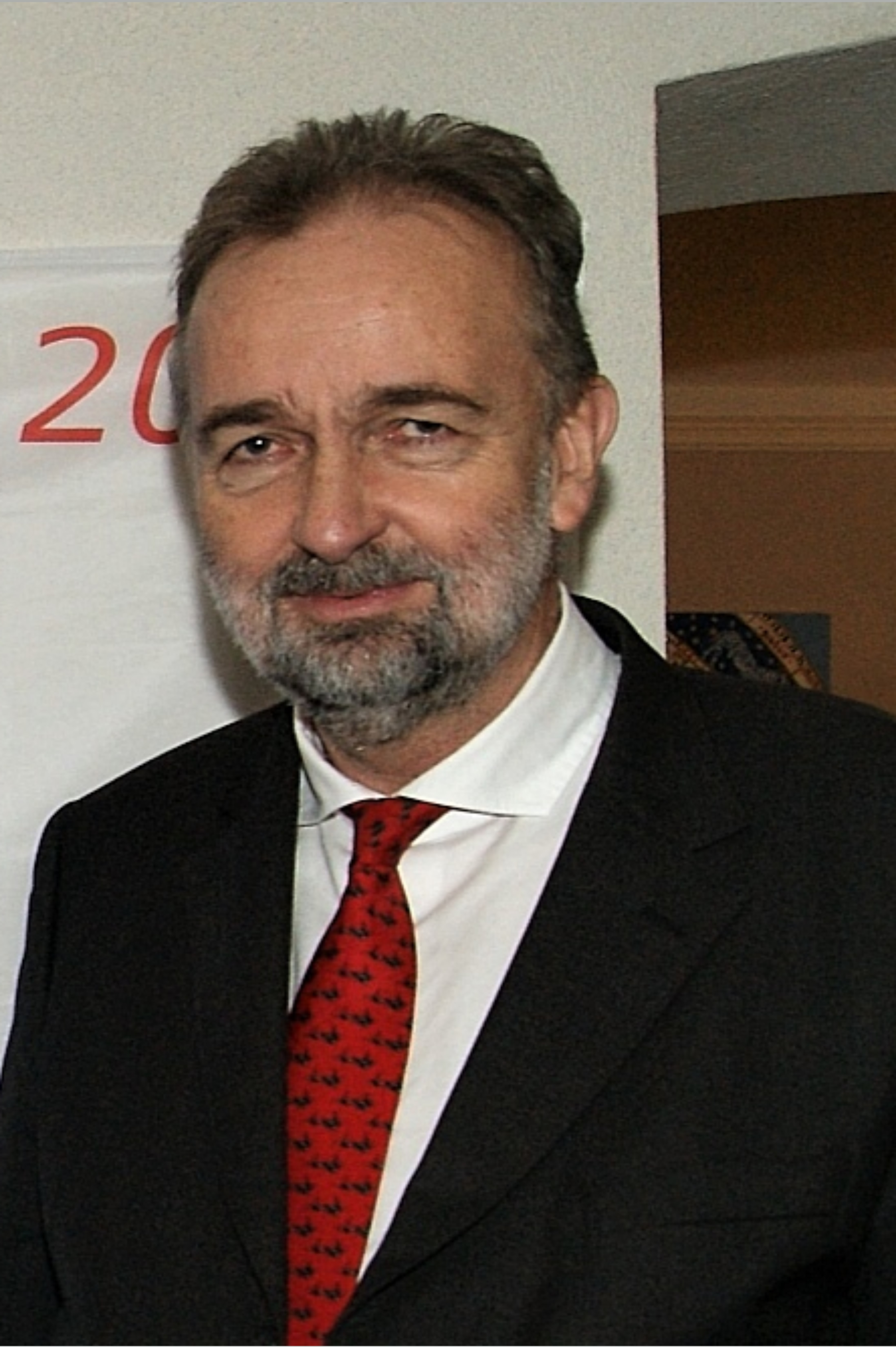
Karl Habsburg-Lothringen (2022)

Karl Thomas Robert Maria Franziskus Georg Bahnam Habsburg-Lothringen (* 11. Jänner 1961 in Starnberg) ist ein österreichischer Medienunternehmer, Land- und Forstwirt und ehemaliger Politiker (ÖVP). Von Jänner 2002 bis Jänner 2003 war er Generalsekretär der Organisation der nicht-repräsentierten Nationen und Völker (UNPO). Als Militärpilot der Luftstreitkräfte ist er Hauptmann der Miliz im österreichischen Bundesheer. Von 2014 bis 2020 war er Präsident der Kulturgüterschutz-Organisation Blue Shield International und davor von 2008 bis 2014 Vorsitzender der Vorgängerorganisation ANCBS (Association of National Committees of the Blue Shield).
Karl Habsburg ist seit 1986 Präsident der Paneuropa-Bewegung Österreich und seit 1994 Mitglied des Präsidiums der Paneuropa-Union. Außerdem ist er Gründer und Vorsitzender des „Paneuropakreises Alpen-Adria“.
Als der älteste Sohn von Otto von Habsburg, dem letzten Kronprinzen von Österreich-Ungarn, und dessen Frau Regina, geborene Prinzessin von Sachsen-Meiningen, ist er von Geburt an Ritter des Ordens vom Goldenen Vlies, dessen Souverän und Großmeister er seit dem 30. November 2000 ist. Seit dem 1. Jänner 2007 ist er familienintern das Oberhaupt der Familie Habsburg.

## Leben

### Jugend und Ausbildung
Habsburg wuchs in Bayern auf, wo seine Eltern seit 1954 in Pöcking am Starnberger See die Villa Austria bewohnten. In seinen ersten Lebensjahren bestand gegen die Familie ein Einreiseverbot nach Österreich. Mit seinen Geschwistern reiste er 1968 erstmals nach Österreich. Habsburg absolvierte die Volksschule in Pöcking und anschließend das neusprachliche Gymnasium in Tutzing.
Im Alter von 20 Jahren zog Karl Habsburg-Lothringen nach Anif bei Salzburg. 1981 begann er an der Paris-Lodron-Universität Salzburg ein Studium der Rechtswissenschaften, 1983 nahm er zusätzlich das Studium von Spanisch und Politikwissenschaften auf. Das rechtswissenschaftliche Studium beendete er 1993 ohne Abschluss und nahm stattdessen ein Studium irregulare auf, das Elemente der Alten Geschichte mit rechtswissenschaftlichen Aspekten kombinierte. Ab 2005 war er in einem Studiengang an der ehemaligen Privatuniversität IMADEC University eingeschrieben, den er 2012 als „Executive MBA“ abschloss. Seinen Militärdienst leistete Karl Habsburg beim Bundesheer ab, wo er als Einjährig-Freiwilliger die Piloten-Ausbildung machte und aktuell (Stand: 2011) Hauptmann der Reserve in der Fliegertruppe ist.

### Berufsleben und politische Funktionen

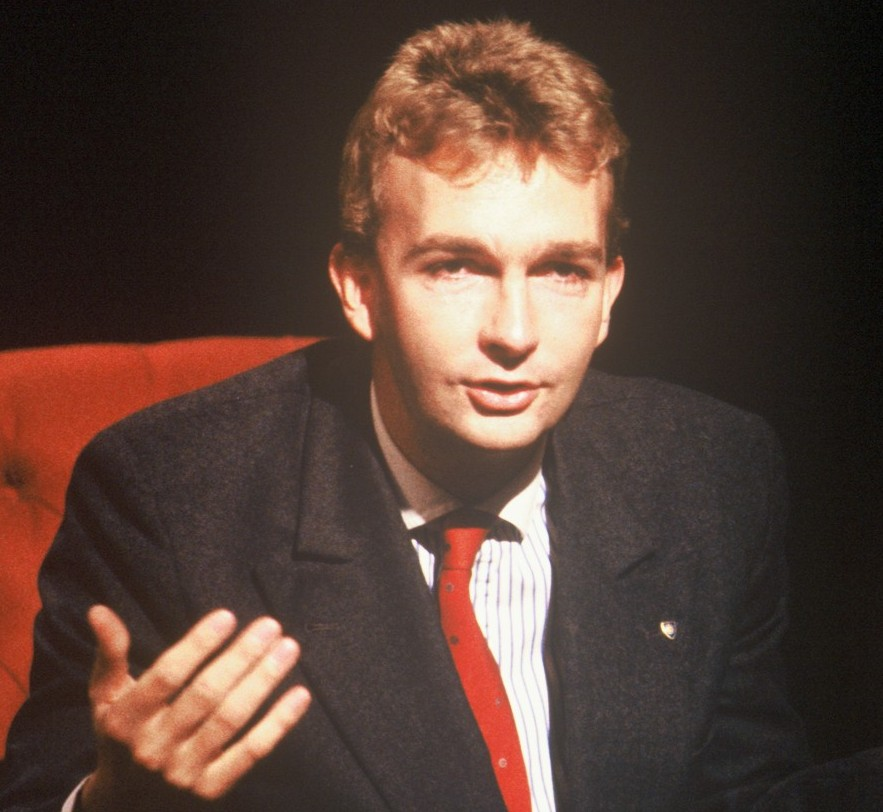
Karl Habsburg-Lothringen (1989)

In den frühen 1980er-Jahren war er Assistent von Alfons Goppel im Europaparlament für Fragen der Rechte ethnischer Minderheiten in Europa. Goppel war politisch eng mit Otto von Habsburg verbunden und zeitgleich mit diesem in das EU-Parlament eingezogen.
Seit seiner Jugend ist Habsburg in der Paneuropa-Union aktiv, 1986 übernahm er die Position des Präsidenten des österreichischen Ablegers. Im Mai 1990 leitete Habsburg persönlich einen Hilfskonvoi nach Vilnius mit Nahrungsmitteln, Medikamenten und Bekleidung als Vertreter der Paneuropa-Union, als Reaktion auf die von der Sowjetunion verhängte Rohstoffblockade nach dem Ausruf der Unabhängigkeit Litauens im März 1990. 1991 organisierte er internationale Hilfe gegen die Zerstörungen in Dubrovnik und im ehemaligen Jugoslawien.
Mit Blick auf seinen geplanten Einstieg in die Politik leitete Habsburg vom September 1992 bis April 1993 kurzzeitig einige Folgen einer neuen Fernsehquizshow im öffentlich-rechtlichen Sender ORF („Who is Who“), die ihm zu öffentlicher Bekanntheit verhelfen sollte: „Ich habe natürlich auch meine Tätigkeit beim Fernsehen unter dem Aspekt gesehen […] Und wenn ich in Österreich auch politisch tätig werden mochte […], da ist ein Bekanntheitsgrad immer etwas Wichtiges. So etwas trägt enorm dazu bei, dass man einen gewissen Bekanntheitsgrad hat.“
Habsburg war für die ÖVP neben seiner Tätigkeit als enger Mitarbeiter des Salzburger Landeshauptmanns Wilfried Haslauer senior nach einem sehr erfolgreichen Vorzugsstimmenwahlkampf von 1996 bis 1999 Abgeordneter des Europäischen Parlaments und setzte sich besonders für Minderheiten ein. Er sorgte für Aufsehen, als er das Abtreibungsmedikament Mifegyne mit der Todesstrafe verglich.
Seine politische Karriere endete mit dem sogenannten World-Vision-Spendenskandal. Dabei wurden u. a. von Wolfgang Krones, dem damaligen Generalsekretär von Paneuropa Österreich, Spenden von World Vision Österreich – Christliches Hilfswerk u. a. zu Paneuropa umgeleitet. Ein Prüfbericht von KPMG bestätigte Geldflüsse von rund 640.000 Schilling (rund 46.500 Euro), ein Teil davon floss 1996 in Habsburgs Wahlkampf. 2004 wurde Krones rechtskräftig verurteilt. Karl Habsburg wurde in diesem Zusammenhang von manchen Journalisten eine zu geringe Überwachung seines Generalsekretärs zur Last gelegt. Sein Vater, Otto Habsburg, wurde heftig kritisiert, als er die Vorwürfe und Rücktrittsaufforderungen gegen Karl Habsburg mit der nationalsozialistischen Judenverfolgung verglich. Erst 2004 zahlte Karl Habsburg jene 36.899 Euro an den Nachfolgeverein World Vision – Gesellschaft für Entwicklungshilfe und Völkerverständigung zurück, die – laut Habsburg ohne sein Wissen – in die Finanzierung seines Wahlkampfs geflossen waren.
Karl Habsburg wurde 1999 wegen versuchten Schmuggels eines Diadems im Jahr 1996 schuldig gesprochen. Der Berufungssenat der Finanzlandesdirektion für Vorarlberg bestätigte das Erkenntnis der ersten Instanz vollinhaltlich. Habsburg musste insgesamt 180.000 Schilling (13.081 Euro) Strafe bezahlen. In einer ersten Stellungnahme räumte der ehemalige ÖVP-EU-Abgeordnete ein, er habe „vielleicht einen Fehler gemacht“. Er habe aber jedenfalls nie etwas schmuggeln wollen. Für Richter Erich Wieder, Vorsitzender des Berufungssenates, hat Habsburg aber keineswegs aus Unwissenheit, sondern mit Vorsatz gehandelt.
Nachdem die ÖVP Karl Habsburg-Lothringen nicht wieder für die Europawahlen aufgestellt hatte, verfehlte er 1999 mit der eigenen Liste CSA – Christlich Soziale Allianz (Liste Karl Habsburg) (1,54 %) den Wiedereinzug in das Europäische Parlament.
Habsburg ist Medienconsultant mit Projekten in Osteuropa und den Niederlanden bzw. Miteigentümer von Fernseh- und Radiostationen in den Niederlanden (z. B. Radio 10, SLAM!-TV), in Mittel- und Osteuropa sowie Land- und Forstwirt.  Das Digitalradio SoundTraxx ist zum Beispiel ein Medienprojekt Habsburgs in Bulgarien bzw. der Ukraine und sendet Filmmusik. Er ist Mehrheitsgesellschafter einer Medienholding, die in der Ukraine Kraina FM betreibt, den nach dem russischen Überfall auf die Ukraine 2022 einzigen ukrainischen Radiosender mit selbstgestaltetem Programm. Habsburg war ein persönlicher Freund Alexei Nawalnys und äußerte sich wiederholt kritisch gegenüber der Politik Wladimir Putins.

### Kulturgüterschutz

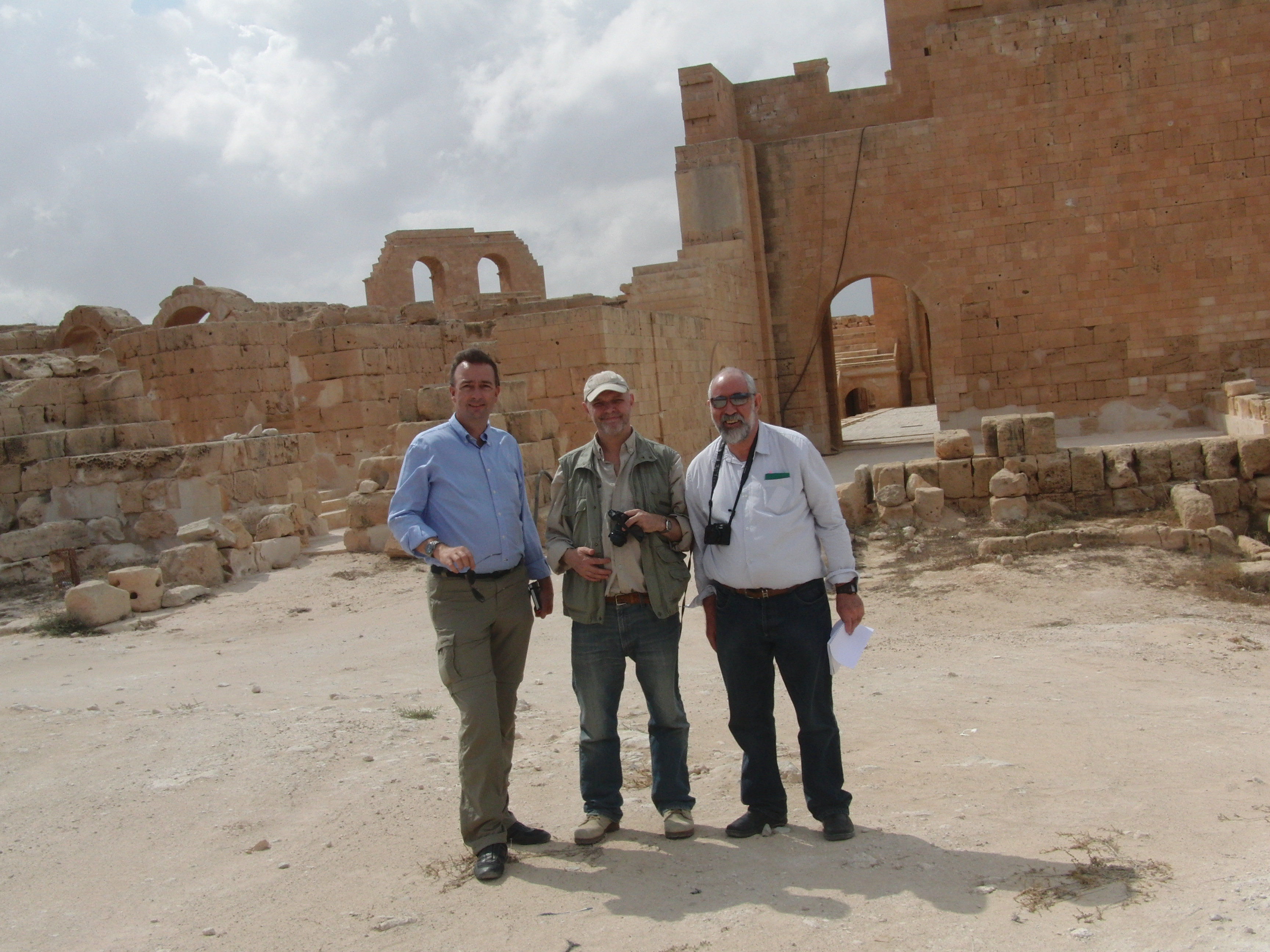
Karl Habsburg-Lothringen bei einer Blue Shield Fact Finding Mission in Libyen im Jahr 2012

Von 2008 bis 2014 war Habsburg Vorsitzender der Association of National Committees of the Blue Shield mit Sitz in Den Haag bzw. von 2014 bis 2020 Präsident der Nachfolgeorganisation Blue Shield International. Für das Blaue-Schild-Komitee leitete er wiederholt Fact Finding Missions im Nahen Osten – so etwa 2011 in Ägypten und Libyen, um Zerstörungen und Plünderungen während der dortigen Revolutionen zu dokumentieren. In Mali leitete Habsburg die Ausbildung von malischen Offizieren für den Kulturgüterschutz. Er kann diesbezüglich auch auf Erfahrungen zu einer Mission im ersten Afghanistan-Krieg Mitte der 1980er Jahre über die kriegsrechtlichen Beurteilungen von damals neuen Waffensystemen (vergleiche Mini-Kalaschnikow) zurückgreifen. Dazu ist Habsburg Kulturgüterschutz-Offizier beim österreichischen Bundesheer mit Zuteilung zum Institut für Human- und Sozialwissenschaften.

### Privatleben
Karl Habsburg-Lothringen lebte von 1981 bis zu seinem Umzug nach Wien im Jahr 2005 in Anif bei Salzburg. 
Ab 1993 war er mit Francesca, geborene Thyssen-Bornemisza (Tochter von Hans Heinrich Thyssen-Bornemisza de Kászon), verheiratet (Hochzeit am 31. Jänner 1993 in Mariazell); ab 2003 lebten sie getrennt. Nach der Volljährigkeit ihrer Kinder ließen sie sich scheiden.
Aus dieser Ehe stammen:
- Eleonore (* 28. Februar 1994) ⚭ 2020 Jérôme D’Ambrosio (* 1985)[36]
- Ferdinand (* 21. Juni 1997)
- Gloria (* 15. Oktober 1999)

2022 heiratete Karl Habsburg seine langjährige portugiesische Lebensgefährtin Christian Reid.
Am 20. Oktober 2021 brachte seine Tochter Eleonore sein erstes Enkelkind zur Welt, das zu Ehren Otto Habsburgs den Namen Otto erhielt.
Der ausgebildete Pilot Habsburg ist im Besitz einer Cessna L-19A Bird Dog, die in den 1960er Jahren als 3A-CI beim Bundesheer im Einsatz war.

### Staatsbürgerschaft
Karl Habsburg-Lothringen ist ausschließlich österreichischer Staatsbürger. Nach eigener Aussage in einem Interview mit dem Spiegel stand in seinem ersten Reisepass, ausgestellt vom österreichischen Konsulat in München, folgende Sonderbestimmung: „Gültig für jedes Land der Welt, ausgenommen Österreich“, zurückzuführen darauf, dass zu Karls Geburt sein Vater Otto Habsburg-Lothringen noch keine Verzichtserklärung im Sinn des Habsburgergesetzes abgegeben hatte.

### Habsburgs Verhältnis zum Habsburgergesetz und zum Adelsaufhebungsgesetz

#### „Unsinn Habsburgergesetz“
Im Dezember 2013 verglich Karl Habsburg in einem Interview mit der tschechischen Tageszeitung Mlada fronta Dnes laut APA das Habsburgergesetz mit den Beneš-Dekreten: „Es gibt aber noch bestimmte rechtliche Beschränkungen. Die Habsburg-Gesetze sind genauso wie die Beneš-Dekrete ein völliger Unsinn. Sie sind völlig überholt.“

#### Rechtssache „Karl von Habsburg“
Im Internet tritt er mit seiner Website karlvonhabsburg.at unter dem Namen Karl von Habsburg auf. Nach einer Anzeige beim Magistrat der Stadt Wien verhängte dieser über Karl Habsburg mit Straferkenntnis vom 6. Oktober 2018 eine Geldstrafe in Höhe von 70 Euro, im Falle der Uneinbringlichkeit eine Ersatzfreiheitsstrafe von vier Stunden, „weil sich der Beschwerdeführer [Habsburg] dabei (dauernd) mit der nach dem Gesetz vom 3. April 1919 über die Aufhebung des Adels, der weltlichen Ritter- und Damenorden und gewisser Titel und Würden, StGBl. 211/1919 idgF, (im Folgenden: Adelsaufhebungsgesetz) und der dazu ergangenen Vollzuganweisung des Staatsamtes für Inneres und Unterricht und des Staatsamtes für Justiz, im Einvernehmen mit den beteiligten Staatsämtern vom 18. April 1919, über die Aufhebung des Adels und gewisser Titel und Würden, StGBl. 237/1919 idgF, […] verbotenen Adelsbezeichnung ‚von‘ bezeichnet habe.“
Dagegen erhob Karl Habsburg Beschwerde beim Verwaltungsgericht Wien, das die Beschwerde in der Sache an sich mit Erkenntnis vom 3. April 2019 im Wesentlichen mit der Begründung abwies, „(Seite 9: es komme) … nicht darauf an, ob der in Rede stehende Name  (Namensbestandteil oder Namenszusatz) geeignet ist, in den Beziehungen der Menschen untereinander das Bestehen solcher Vorrechte zum Ausdruck zu bringen, sondern auf die objektive Wahrnehmung für diejenigen, die das Diskriminierungsverbot des Art. 7 Abs. 1 Satz 2 B-VG vor einer Ungleichbehandlung aufgrund von Vorrechten der Geburt oder des Standes schützen will.“ Den Ausspruch über die Strafe ließ das Verwaltungsgericht Wien jedoch entfallen, weil der in § 2 Adelsaufhebungsgesetz bestimmte Strafsatz in Kronen nicht anwendbar sei und somit auch keine Ersatzfreiheitsstrafe verhängt werden dürfe. Daran ändere auch der § 5 der Vollzugsanweisung nichts, weil dieser Verordnungsbestimmung kein eigenständiger Regelungscharakter zukommt, sondern allenfalls bloß einen Verweischarakter ohne normativen Gehalt und durch die seither eingetretenen Währungsregeln die Verfassungsbestimmung nicht berührt werden konnte.
Habsburg erhob dagegen Beschwerde beim Verfassungsgerichtshof (VfGH), der die Beschwerde unter Bestätigung des Erkenntnisses des Verwaltungsgerichts Wien abwies. Dies unter anderem durch Einholung eines Gutachtens beim Verfassungsdienst im Bundeskanzleramt. Im Leitsatz zu dem Erkenntnis des VfGH, E 1851/2019 vom 9. Oktober 2019 VfSlg. 20.344, heißt es dazu: „Keine Verletzung verfassungsgesetzlich gewährleisteter Rechte durch die Feststellung der schuldhaften Verletzung des AdelsaufhebungsG wegen Führens der Adelsbezeichnung ‚von‘ auf einer Website; keine Möglichkeit der Verhängung einer Geldstrafe in Kronen.“
Das Verfahren war damit aber noch nicht endgültig abgeschlossen, die Beschwerde wurde an den Verwaltungsgerichtshof (VwGH) abgetreten, damit dieser prüfe, ob Karl Habsburg mit der Verwaltungsstrafe in sonstigen Rechten verletzt wurde. Das Verfahren wurde danach tatsächlich fortgesetzt, eine Entscheidung darüber wurde aber erst zu Jahresbeginn 2023 getroffen.

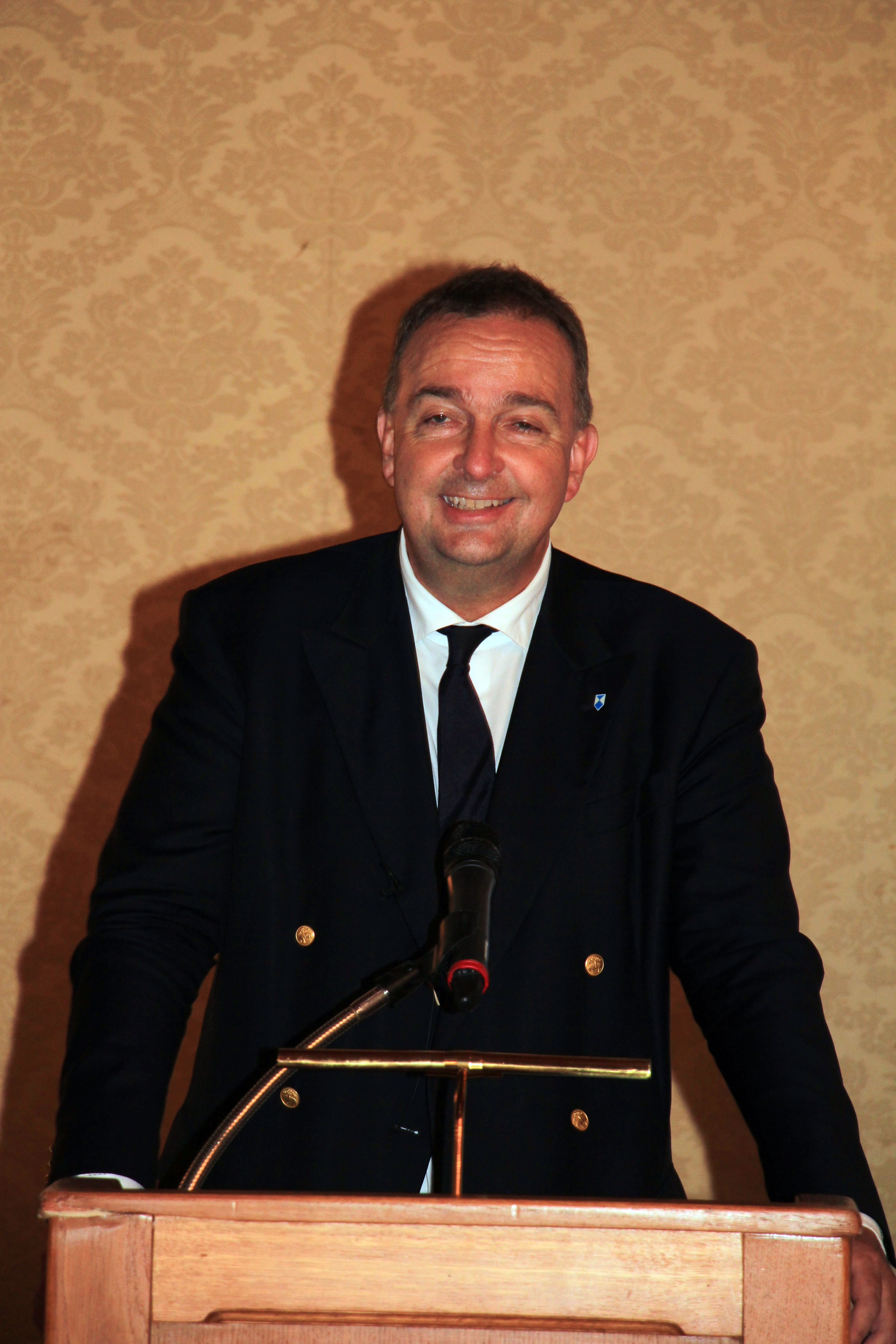
Karl Habsburg-Lothringen (2017)

In dieser Entscheidung wurde die Entscheidung über die Verwaltungsstrafen aufgehoben. Das allerdings nicht wegen der namens- bzw. adelsrechtlichen Gründe (diese Entscheidungsgründe wurden bestätigt), sondern deswegen, weil die Strafe sich auf eine falsche Bestimmung stützte: Die rechtlich strafwürdige „Führung einer Adelsbezeichnung im rein gesellschaftlichen Verkehr“, deretwegen die Strafe ausgesprochen worden war, wurde als etwas anderes gesehen als die „Führung einer Adelsbezeichnung im öffentlichen Verkehr“. Der Betrieb einer Internetseite und deren Abrufbarkeit durch einen nicht von vornherein beschränkten Personenkreis wurde als „Führung im öffentlichen Verkehr“ betrachtet, was aber in der ursprünglichen Strafentscheidung nicht klar zum Ausdruck gekommen war. Das Strafverfahren ist somit aus formellen Gründen noch nicht abgeschlossen. Ausdrücklich verweist der Gerichtshof jedoch darauf, dass eine ebenfalls aus dem Jänner 2023 stammende Entscheidung des Europäischen Gerichtshofs für Menschenrechte (EGMR) über einen Adelsnamen nicht mit dem vorliegenden Fall vergleichbar ist und schon aus diesem Grund auf die vom EGMR vertretene Auffassung nicht einzugehen war.

### Sonstiges

#### Mitgliedschaften
Karl Habsburg ist Oberster Bandinhaber im Akademischen Bund Katholisch-Österreichischer Landsmannschaften und Ehrenmitglied diverser anderer katholischer Studentenverbindungen, so unter anderem bei der ÖML Ottonia Linz.
Seit 1998 ist er Ehrenpräsident des Europäischen Militär-Fallschirmsprungverbandes, Inhaber des Ehrentellers des Europäischen Militär-Fallschirmsprungverbandes e. V. AEPM Assiette d’Honneur en Etain, des Brevet de Parachutisme Militaire Européen Honoraire, seit 2002 der Grande Medaille d’Or avec Ruban Merite Philanthropique und seit 2003 Träger des Kommandeur-Kreuzes des Europäischen Militär-Fallschirmsprungverbandes e. V.

#### Protektorate
Als adelshistorisches Oberhaupt des (in Österreich seit 1919 rechtlich nicht mehr existenten, vgl. die Bestimmungen im  Habsburgergesetz) Hauses Habsburg-Lothringen ist er Großmeister in folgenden Orden:
- Seit 2000: Orden vom Goldenen Vlies (Österreich)
- Seit 2008: Ritterorden vom Heiligen Sebastian in Europa[52]

Überdies ist er Großmeister des St.-Georgs-Ordens, dessen rechtliche Angelegenheiten vom im Jänner 2010 gegründeten privatrechtlichen Verein „Gesellschaft der Ritter des Sanct Georgs-Ordens“ geregelt werden.

## Ehrungen und Auszeichnungen (Auswahl)
- Träger des Großkreuzes des Souveränen Malteser-Ritterordens
- Ehrenritter des Deutschen Ordens
- 2014: Aufnahme in die Bruderschaft von Santa Maria dell’Anima („Animabruderschaft“)
- 2014: Ehrendoktor, Paneuropäische Hochschule[54]
- 2015: Ehrenmedaille, Universität Cattolica del Sacro Cuore

## Schriften
- Das Europa-Service-Buch. Programme – Adressen – Förderungen – Institutionen der EU. 2001, ISBN 3-7020-0838-1.
- Vorwort in: Die Kapuzinergruft bei den PP Kapuzinern zu Wien. 2001, ISBN 3-9500584-3-5.

## Vorfahren
| Ahnentafel Karl Habsburg-Lothringen | Ahnentafel Karl Habsburg-Lothringen                                                                                 | Ahnentafel Karl Habsburg-Lothringen                                                                            | Ahnentafel Karl Habsburg-Lothringen                                                                      | Ahnentafel Karl Habsburg-Lothringen                                                                                | Ahnentafel Karl Habsburg-Lothringen                                                                   | Ahnentafel Karl Habsburg-Lothringen                                                           | Ahnentafel Karl Habsburg-Lothringen                                                            | Ahnentafel Karl Habsburg-Lothringen                                              |
| ----------------------------------- | --- | --- | --- | --- | --- | --------------------------------------------------------------------------------------------- | ---------------------------------------------------------------------------------------------- | -------------------------------------------------------------------------------- |
| Ururgroßeltern                      | Erzherzog Karl Ludwig von Österreich (1833–1896) ⚭ 1862 Prinzessin Maria Annunziata von Neapel-Sizilien (1843–1871) | König Georg von Sachsen (1832–1904) ⚭ 1859 Prinzessin Maria Anna von Portugal (1843–1884)                      | Herzog Ferdinand Karl III. (1823–1854) ⚭ 1845 Prinzessin Louise Marie Therese von Frankreich (1819–1864) | König Michael I. von Portugal (1802–1866) ⚭ 1851 Prinzessin Adelheid von Löwenstein-Wertheim-Rosenberg (1831–1909) | Herzog Georg II. von Sachsen-Meiningen (1826–1914) ⚭ 1858 Feodora zu Hohenlohe-Langenburg (1839–1872) | Graf Ernst zur Lippe-Biesterfeld (1842–1904) ⚭ 1869 Caroline von Wartensleben (1844–1905)     | Graf Maximilian Friedrich von Korff (1820–1889) ⚭ 1851 Gräfin Gabriele von Mirbach (1831–1892) | Freiherr Richard von Hilgers (1829–1904) ⚭ 1866 Agnes Zernentsch (1845–1909)     |
| Urgroßeltern                        | Erzherzog Otto Franz Joseph von Österreich (1865–1906) ⚭ 1886 Prinzessin Maria Josepha von Sachsen (1867–1944)      | Erzherzog Otto Franz Joseph von Österreich (1865–1906) ⚭ 1886 Prinzessin Maria Josepha von Sachsen (1867–1944) | Herzog Robert I. (1848–1907) ⚭ 1884 Prinzessin Maria Antonia von Portugal (1862–1959)                    | Herzog Robert I. (1848–1907) ⚭ 1884 Prinzessin Maria Antonia von Portugal (1862–1959)                              | Friedrich von Sachsen-Meiningen (1861–1914) ⚭ 1884 Adelheid zur Lippe-Biesterfeld (1870–1948)         | Friedrich von Sachsen-Meiningen (1861–1914) ⚭ 1884 Adelheid zur Lippe-Biesterfeld (1870–1948) | Graf Alfred von Korff (1856–1936) ⚭ 1893 Freiin Helene von Hilgers (1868–1963)                 | Graf Alfred von Korff (1856–1936) ⚭ 1893 Freiin Helene von Hilgers (1868–1963)   |
| Großeltern                          | Kaiser Karl I. (1887–1922) ⚭ 1911 Herzogin Zita von Bourbon-Parma (1892–1989)                                       | Kaiser Karl I. (1887–1922) ⚭ 1911 Herzogin Zita von Bourbon-Parma (1892–1989)                                  | Kaiser Karl I. (1887–1922) ⚭ 1911 Herzogin Zita von Bourbon-Parma (1892–1989)                            | Kaiser Karl I. (1887–1922) ⚭ 1911 Herzogin Zita von Bourbon-Parma (1892–1989)                                      | Georg von Sachsen-Meiningen (1892–1946) ⚭ 1919 Klara-Marie von Korff (1895–1992)                      | Georg von Sachsen-Meiningen (1892–1946) ⚭ 1919 Klara-Marie von Korff (1895–1992)              | Georg von Sachsen-Meiningen (1892–1946) ⚭ 1919 Klara-Marie von Korff (1895–1992)               | Georg von Sachsen-Meiningen (1892–1946) ⚭ 1919 Klara-Marie von Korff (1895–1992) |
| Eltern                              | Otto von Habsburg (1912–2011) ⚭ 1951 Regina von Sachsen-Meiningen (1925–2010)                                       | Otto von Habsburg (1912–2011) ⚭ 1951 Regina von Sachsen-Meiningen (1925–2010)                                  | Otto von Habsburg (1912–2011) ⚭ 1951 Regina von Sachsen-Meiningen (1925–2010)                            | Otto von Habsburg (1912–2011) ⚭ 1951 Regina von Sachsen-Meiningen (1925–2010)                                      | Otto von Habsburg (1912–2011) ⚭ 1951 Regina von Sachsen-Meiningen (1925–2010)                         | Otto von Habsburg (1912–2011) ⚭ 1951 Regina von Sachsen-Meiningen (1925–2010)                 | Otto von Habsburg (1912–2011) ⚭ 1951 Regina von Sachsen-Meiningen (1925–2010)                  | Otto von Habsburg (1912–2011) ⚭ 1951 Regina von Sachsen-Meiningen (1925–2010)    |
| Karl Habsburg-Lothringen            | | | | | |                                                                                               |                                                                                                |                                                                                  |

| Vorgänger         | Amt                                       | Nachfolger |
| ----------------- | ----------------------------------------- | ---------- |
| Otto von Habsburg | Oberhaupt des „Hauses Habsburg“ seit 2007 | —          |

| Personendaten    | Personendaten |
| ---------------- | --- |
| NAME             | Habsburg-Lothringen, Karl |
| ALTERNATIVNAMEN  | Habsburg, Karl; Habsburg von, Karl (in Österreich unzulässige Namensform); Habsburg-Lothringen, Karl Thomas Robert Maria Franziskus Georg Bahnam (vollständiger Name) |
| KURZBESCHREIBUNG | österreichischer Politiker (ÖVP), MdEP, Oberhaupt des Hauses Habsburg                                                                                                 |
| GEBURTSDATUM     | 11. Januar 1961 |
| GEBURTSORT       | Starnberg, Deutschland |